# Експлоатација угља
Циљ експлоатације угља је вађење угља из земље. Угаљ се вреднује због свог енергетског садржаја. Од 1880-их се нашироко користи за производњу електричне енергије. У металној и цементној индустрији угаљ се користи као гориво за издвајање гвожђа из легура гвожђа и у производњи цемента. У САД, Великој Британији и Јужној Африци рудници угља и пратећа инфраструктура се називају угљенокопи. У Аустралији кад се каже „угљенокопи“ мисли се на подземне руднике угља. Експлоатација угља се развила током последњих година, још од првих израда тунела, копања и ручног вађења угља на колицима до великих делова и дугух рударских зидова. Рдарство на овом нивоу захтева употребу покретних трака, камиона, транспортера и конектора.
Експлоатација угља може бити површинска и подземна.

## Површинска експлоатација
Површинска експлоатација обухвата експлоатацију у отвореним коповима. То је широка категорија рударства у којој се врси уклањање земљишта изнад минералне сировине тј. врши се укалањање јаловине како би се дошло до рудног тела.
Овај облик рударства користи неке од највећих машина на свету као што су дампер камиони, роторни багер.

### Експлоатација израдом етажа
Експлоатација израдом етажа представља откалњање јаловине у тракама. Најчешће се користи за откопавање угљева. Ова врста експлатације се примењује само када се рудно тело налази близу површине. Постоје два облика експлоатације етажама. Први је област израде етажа која се користи код равних терена, а други је контурни откопавање које се користи у брдовитим пределима где је потребно пратити контуре терена како би се дошло до руде. Контурни откопавање најчешће се отвара у облику тераса у страни брда или планине.

## Утицај на животну средину
Површинска експлатација нарушава рељеф, топографију терена, самим тим је погођен и биљни и животињски свет, клима, вода и само здравље људи у околини копа. У одлагалиштима може доћи до стварање киселина које се могу излити у речне токове и подземне резервоаре воде и могу имати озбиљне последице на здравље људи и околине.
Експлоатација и сагореванје угља један су од главних утицајних фактора на глобално загревање. Сагоревањем угља долази до стварања угље-диоксида и метана, који поспешује стварање ефекта стаклене баште.

## Подземна експлоатација
Подземна експлоатација минералних сировина се односи на различите технике ископавања сировина, већином се односи на оне који садрже метале, као што су руде које садрже злато, сребро, гвожђе, бакар, никл, калај, олово, али такође подразумева коришћење исте методе за ископавање руда драгуља као што су дијаманти.

Један од најважнијих аспеката подземног ископавања је вентилација. Вентилација је потребна за уклањање токсичних гасова и уклањање издувних гасова из дизел опреме. У дубоким топлим рудницима вентилација је такође потребна за хлађење радног места за рударе.
Такође један од најважнијих аспеката подземног ископавања је подграђивање. Оно може бити делимично (парцијално подграђивање критичних места због опасности од одрона) или потпуно (подграђивање целог рудничког окна услед експлоатације у неповољним условима околине).

## Историја
Индустријска револуција, која је почела у Британији у 18. веку, а касније се проширила по континенталној Европи и Северној Америци, базирана је на основу доступности угља за покретање парних мотора. Међународна трговина се брзо проширила када угаљем покретане парне машине су изграђене за парне локомотиве и пароброда. Нови рудници који су се сирили у 19. веку зависили су од мушкараца и деце да раде прековремено у често опасним радним условима. Било је много места за копање угља, а најстарији су у Њукеслу Дураму, Јужном Велсу, Шкотској, средњој Енглеској, као што су оне у Колбрукдејлу.
Најстарији у без престанка рада дубоки рудник у Великој Британији је Таувер Колери у Јужном Велсу долинама у срцу поља угља Јужног Велса . Овај Рудник је развијен у 1805, а њени рудари га купили крајем 20. века, да би се избегло да буде затворен. Таувер Колери је коначно затворен 25. јануара 2008, иако се производња наставља у Аберпергму рудника на клизшту у власништву Валтер енергије.
Угаљ се копао у Америци почетком 18. века, а комерцијално рударство почело је око 1730 у Мидолтону у Вирџинији. Машине за сечење угља су измислио у 1880-им. Пре овог проналаска, угаљ се вади из подземља будацима и лопатом. До 1912, површински копови су спроведени са парним лопатама дизајниран за експлоатацију угља.